# Ambasada Nigru w Berlinie
Ambasada Nigru w Berlinie – misja dyplomatyczna Republiki Nigru w Republice Federalnej Niemiec.
Ambasador Republiki Nigru w Berlinie oprócz Republiki Federalnej Niemiec akredytowany jest również w Republice Czeskiej, Rzeczypospolitej Polskiej, przy Stolicy Apostolskiej i na Węgrzech.